# Fritz Noll
Fritz Noll (* 27. August 1858 in Frankfurt am Main; † 20. Juni 1908 in Halle) war ein deutscher Botaniker und Hochschullehrer an der Universität Bonn und an der Universität Halle.

## Leben und Wirken
Noll studierte an den Universitäten in Würzburg, Marburg und Heidelberg und wurde 1882 an der Universität Marburg mit der Schrift Entwicklungsgeschichte der Veronica-Blüte promoviert. Anschließend wurde er Assistent zunächst an der Universität Heidelberg und ab 1887 an der Universität Würzburg bei Julius Sachs (1832–1897), der als Begründer der experimentellen Pflanzenphysiologie gilt. 1887 habilitierte er sich in Würzburg mit der Schrift Experimentelle Untersuchungen über das Wachstum der Zellmembran. 1889 wurde er Professor an der Landwirtschaftlichen Akademie Bonn-Poppelsdorf; zugleich lehrte er als außerplanmäßiger Professor an der Universität Bonn. 1907 wurde er Ordinarius für Botanik an der Universität Halle.
Nolls Hauptarbeitsgebiet war die Physiologie der Pflanzen.
Neben seiner Tätigkeit als Hochschullehrer war Noll 1894 zusammen mit seinen Bonner Kollegen Eduard Strasburger, Heinrich Schenck und Andreas Franz Wilhelm Schimper Mitbegründer des Hochschullehrbuches „Strasburger“. An diesem Standardwerk für Hochschulstudenten der Botanik hat er viele Jahre mitgearbeitet. So zeichnete er in der 1.–9. Auflage (1894–1908) für den Abschnitt „Physiologie“ verantwortlich.
Im Jahr 1907 wurde er zum Mitglied der Leopoldina gewählt.